# Wereldbeker voetbal 2002
De Wereldbeker van 2002 werd gespeeld tussen het Spaanse Real Madrid en het Paraguayaanse Olimpia. 
Real mocht deelnemen aan de wereldbeker omdat het eerder de finale van de Champions League had gewonnen. In die finale wonnen de Koninklijken met 1-2 van Bayer Leverkusen. Olimpia had in 2002 de Copa Libertadores gewonnen na penalty's tegen AD São Caetano.
Real Madrid won de wereldbeker met 2-0. Het was derde en laatste keer dat de Spaanse topclub de wereldbeker wist te winnen.

## Wedstrijddetails
|                             |                      |         |         |                                                                                       |
| 3 december 2002 19:15 UTC+9 | Real Madrid          | 2 – 0   | Olimpia | Nissan-stadion, Yokohama Toeschouwers: 66.070 Scheidsrechter: Carlos Simon (Brazilië) |
| 3 december 2002 19:15 UTC+9 | Ronaldo 14' Guti 84' | Verslag |         | Nissan-stadion, Yokohama Toeschouwers: 66.070 Scheidsrechter: Carlos Simon (Brazilië) |

| Real Madrid | Olimpia |

| Real Madrid:       |    |                    |     |
|                    |    |                    |     |
| GK                 | 1  | Iker Casillas      |     |
| RB                 | 2  | Míchel Salgado     |     |
| CB                 | 4  | Fernando Hierro    |     |
| CB                 | 6  | Iván Helguera      |     |
| LB                 | 3  | Roberto Carlos     | 89' |
| DM                 | 24 | Claude Makélélé    |     |
| DM                 | 19 | Esteban Cambiasso  | 90' |
| AM                 | 5  | Zinédine Zidane    | 86' |
| RW                 | 10 | Luís Figo          |     |
| LW                 | 7  | Raúl               |     |
| CF                 | 11 | Ronaldo            | 82' |
| Wisselspelers:     |    |                    |     |
| FW                 | 9  | Fernando Morientes |     |
| GK                 | 13 | César              |     |
| FW                 | 14 | Guti               | 82' |
| MF                 | 16 | Flávio Conceição   |     |
| DF                 | 17 | Óscar Miñambres    |     |
| FW                 | 21 | Santiago Solari    | 86' |
| DF                 | 22 | Francisco Pavón    | 90' |
| Coach:             |    |                    |     |
| Vicente Del Bosque |    |                    |     |

| Olimpia:       |    |                         |     |
|                |    |                         |     |
| GK             | 1  | Ricardo Tavarelli       |     |
| DF             | 2  | Néstor Isasi            |     |
| DF             | 3  | Nelson Zelaya           |     |
| DF             | 15 | Pedro Benítez           |     |
| DF             | 4  | Juan Ramón Jara         |     |
| DF             | 5  | Julio César Cáceres     | 34' |
| MF             | 6  | Julio César Enciso      |     |
| MF             | 11 | Fernando Gastón Córdoba | 65' |
| MF             | 16 | Sergio Órteman          |     |
| FW             | 8  | Hernán Rodrigo López    |     |
| FW             | 10 | Miguel Ángel Benítez    | 81' |
| Wisselspelers: |    |                         |     |
| FW             | 7  | Francisco Esteche       |     |
| FW             | 9  | Richart Báez            | 65' |
| GK             | 12 | Danilo Aceval           |     |
| DF             | 14 | José Amarilla           |     |
| FW             | 17 | Mauro Caballero         | 81  |
| FW             | 18 | Carlos Estigarribia     |     |
| FW             | 19 | Gilberto Palacios       |     |
| Coach:         |    |                         |     |
| Nery Pumpido   |    |                         |     |

1960 · 1961 · 1962 · 1963 · 1964 · 1965 · 1966 · 1967 · 1968 · 1969 · 1970 · 1971 · 1972 · 1973 · 1974 · 1975 · 1976 · 1977 · 1978 · 1979 · 1980 · 1981 · 1982 · 1983 · 1984 · 1985 · 1986 · 1987 · 1988 · 1989 · 1990 · 1991 · 1992 · 1993 · 1994 · 1995 · 1996 · 1997 · 1998 · 1999 · 2000 · 2001 · 2002 · 2003 · 2004